# Thiruvarur
Ne doit pas être confondu avec Tiruvallur.
Thiruvarur (en tamoul : திருவாரூர், en sanskrit : तिरुवारूरु) ou Tiruvarur est une ville du sud-est de l'Inde chef-lieu du district de Tiruvarur, dans l’État du Tamil Nadu. En 2011, sa population était de 58 301 habitants. La ville est célèbre pour son temple de Thyagaraja et la fête rituelle du char (Ratha Yatra ou localement teroṭṭam), une procession religieuse organisée au printemps durant le mois de Chitra (avril/mai).
La ville est héritière d'un passé prestigieux, ayant été depuis l'époque de la dynastie Chola patronnée en tant que centre culturel rayonnant sur l'ensemble de l'Inde du Sud. La musique savante (Carnatique) est un domaine artistique dans lequel la cité a beaucoup excellé, terre natale de compositeurs importants tel que Tyagaraja, Muthuswami Dikshitar et Shyama Shastri.